# اووسنا لهوتا
اووسنا لهوتا (به چکی: Ovesná Lhota) یک منطقهٔ مسکونی در جمهوری چک است که در ناحیه هاولیتشکوف برود واقع شده‌است. اووسنا لهوتا ۵٫۵۹ کیلومتر مربع مساحت و ۱۹۳ نفر جمعیت دارد و ۵۴۰ متر بالاتر از سطح دریا واقع شده‌است.